# Rita Dominic
Rita Uchenna Nkem Dominic Nwaturuocha (Mbaise, 12 de julio de 1975) es una actriz nigeriana. En 2012 ganó el Premio de la Academia del Cine Africano en la categoría de mejor actriz.

## Primeros años
Rita Dominic pertenece a la familia real nwaturuocha de su natal Mbaise. Es la menor entre cuatro hermanos. Sus padres practicaban la medicina. Dominic ingresó en la Escuela Federal Ikot Ekpene, antes de cursar estudios en la Universidad de Puerto Harcourt, donde obtuvo un grado en arte dramático en 1999.

## Carrera
Dominic empezó su carrera cuando todavía era una niña, apareciendo en producciones infantiles en el Estado de Imo. En 1998 protagonizó su primer largometraje, A Time to Kill. Ganó el Premio City People en 2004 en la categoría de mejor actriz. Ha actuado en alrededor de 100 películas en la escena de Nollywood.

## Filmografía
| Año  | Película                     | Rol          | Notas                                                                                      |
| ---- | ---------------------------- | ------------ | ------------------------------------------------------------------------------------------ |
| 1998 | Children of Terror           |              |                                                                                            |
| 1999 | Prisoner of Love             |              |                                                                                            |
| 1999 | My Guy                       |              |                                                                                            |
| 1999 | Face of a Liar               |              |                                                                                            |
| 1999 | Aba Riot                     |              |                                                                                            |
| 2003 | Unforgettable                |              |                                                                                            |
| 2003 | To Love a Thief              |              |                                                                                            |
| 2003 | Throwing Stones              |              |                                                                                            |
| 2003 | The Intruder                 |              |                                                                                            |
| 2003 | Street Life                  |              |                                                                                            |
| 2003 | Love You Forever             |              |                                                                                            |
| 2003 | Lean on Me                   |              |                                                                                            |
| 2003 | Back from America            |              |                                                                                            |
| 2003 | A Night to Remember          |              |                                                                                            |
| 2003 | Accidental Discharge         |              |                                                                                            |
| 2004 | Working Class Lady           |              |                                                                                            |
| 2004 | True Romance                 |              |                                                                                            |
| 2004 | The Ingrate                  |              |                                                                                            |
| 2004 | The Faithful                 |              |                                                                                            |
| 2004 | Sweet Love                   |              |                                                                                            |
| 2004 | Singles & Married            |              |                                                                                            |
| 2004 | Schemers: Bad Babes          |              |                                                                                            |
| 2004 | Nights of Riot               |              |                                                                                            |
| 2004 | Love Temple                  |              |                                                                                            |
| 2004 | Love After Love              |              |                                                                                            |
| 2004 | Lost Paradise                |              |                                                                                            |
| 2004 | Last Wedding                 | Ann          |                                                                                            |
| 2004 | Indecent Act                 |              |                                                                                            |
| 2004 | I Believe in You             |              |                                                                                            |
| 2004 | Goodbye New York             |              |                                                                                            |
| 2004 | Blood Diamonds               |              |                                                                                            |
| 2004 | All My Life                  |              |                                                                                            |
| 2005 | Wheel of Change              |              |                                                                                            |
| 2005 | Ultimate Crisis              | Eno          |                                                                                            |
| 2005 | Tricks of Women              |              |                                                                                            |
| 2005 | The Begotten                 |              |                                                                                            |
| 2005 | Suicide Lovers               |              |                                                                                            |
| 2005 | Queen of My Heart            |              |                                                                                            |
| 2005 | Orange Groove                |              |                                                                                            |
| 2005 | Only Love                    |              |                                                                                            |
| 2005 | Never Too Far                |              |                                                                                            |
| 2005 | More Than Gold               | Juliet       |                                                                                            |
| 2005 | Love Story                   |              |                                                                                            |
| 2005 | Last Game                    |              |                                                                                            |
| 2005 | Kill the Bride               |              |                                                                                            |
| 2005 | Joshua                       |              |                                                                                            |
| 2005 | Guys on the Line             |              |                                                                                            |
| 2005 | Face of Africa               | Tracey       |                                                                                            |
| 2005 | Desperate Billionaire        |              |                                                                                            |
| 2005 | C.I.D                        |              |                                                                                            |
| 2005 | Bless Me                     |              |                                                                                            |
| 2005 | 2 Face                       |              |                                                                                            |
| 2006 | Wedding Fever                |              |                                                                                            |
| 2006 | Unbreakable Affair           |              |                                                                                            |
| 2006 | Total Control                | Annabel      |                                                                                            |
| 2006 | The Humble Lion              |              |                                                                                            |
| 2006 | Sweet Sound                  |              |                                                                                            |
| 2006 | Spirit of Love               |              |                                                                                            |
| 2006 | Show Girls: Face of Africa 3 | Tracey       |                                                                                            |
| 2006 | Saviour                      |              |                                                                                            |
| 2006 | Million Dollar Sisters       |              |                                                                                            |
| 2006 | Married for Money            |              |                                                                                            |
| 2006 | Last Offence                 |              |                                                                                            |
| 2006 | Jealous Heart                |              |                                                                                            |
| 2006 | Hidden Murderer              |              |                                                                                            |
| 2006 | Girls Cot                    |              |                                                                                            |
| 2006 | Dancing Heart                |              |                                                                                            |
| 2006 | Connected Firm               |              |                                                                                            |
| 2006 | All I Have                   |              |                                                                                            |
| 2007 | Yahoo Millionaire            | Oyinda       |                                                                                            |
| 2007 | The Next Election            |              |                                                                                            |
| 2007 | Sleek Ladies                 | Cleopatra    |                                                                                            |
| 2007 | Legal War                    |              |                                                                                            |
| 2007 | Immaterial                   |              |                                                                                            |
| 2007 | Caught-Up                    |              |                                                                                            |
| 2007 | A Better Place               | Blossom      |                                                                                            |
| 2008 | Yankee Girls                 |              |                                                                                            |
| 2008 | True Lies                    | Nicole       |                                                                                            |
| 2008 | White Waters                 |              | Esta película obtuvo 4 galardones en los Premios de la Academia del Cine Africano en 2008. |
| 2009 | Run Away Prince              |              |                                                                                            |
| 2009 | Saidi's Song                 | Pamela       |                                                                                            |
| 2015 | Iyore                        | Osarugwe     |                                                                                            |
| 2016 | Suru L'ere                   | Akara seller | Cameo                                                                                      |
| 2016 | '76                          | Suzie        |                                                                                            |